# 埃弗格林 (阿拉巴马州)
長青市（英文：Evergreen），又譯埃弗格林，是美国阿拉巴马州下属的一座城市。面积约为15.6平方英里（约合40.41平方公里）。根据2010年美国人口普查，该市有人口3,944人，人口密度为252.77/平方英里（约合97.6/平方公里）。